# Loretta Harrop
Loretta Harrop, född den 17 juli 1975 i Brisbane, är en australisk triathlet.
Hon tog OS-silver i damernas triathlon i samband med de olympiska triathlontävlingarna 2004 i Aten.